# Koziołek (województwo kujawsko-pomorskie)
Koziołek – kolonia w Polsce, w województwie kujawsko-pomorskim, w powiecie lipnowskim, w gminie Skępe.
Do 2023 miejscowość była kolonią wsi Czermno.
W latach 1975–1998 kolonia administracyjnie należała do województwa włocławskiego.

## Historia
Koziołek znany jest z potyczki oddziałów armii carskiej z powstańcami styczniowymi w dniu 16 kwietnia 1863 roku.